# Tomasz Sołtyk (zm. 1773)
Tomasz Sołtyk herbu własnego (zm. 28 sierpnia 1773 roku w Wiedniu) – wojewoda łęczycki w latach 1761–1773, podkomorzy lubelski w latach 1758–1761, chorąży lubelski w latach 1750–1758, stolnik lubelski w latach 1744–1750.
Był synem Józefa kasztelana lubelskiego i Konstancji z Drzewickich, bratem biskupa krakowskiego Kajetana Ignacego, Macieja kasztelana warszawskiego oraz Feliksa starosty zwinogrodzkiego. W 1766 roku został wyznaczony senatorem rezydentem.
Poseł na sejm 1752 roku z księstw oświęcimskiego i zatorskiego. Poseł na sejm 1758 roku z księstw oświęcimskiego i zatorskiego.
Pochowany w katedrze w Wiedniu.